# Louisa Martindale
Louisa Martindale, CBE, (Leytonstone, 30 de octubre de 1872-Londres, 5 de febrero de 1966) fue una médica, cirujana y escritora británica. Fue magistrada en el tribunal de Brighton, comisionada de prisiones y miembro del Consejo Nacional de Mujeres. Trabajó en los hospitales de mujeres escocesas en Royaumont Abbey en Francia durante la Primera Guerra Mundial y como cirujana en Londres durante la Segunda Guerra Mundial. A través de sus obras promovió la medicina como carrera para las mujeres.

## Biografía
Martindale nació en Leytonstone, Essex, siendo la primera hija de William Martindale (1832–1874) y su segunda esposa Louisa, de soltera Spicer (1839–1914). La familia había pertenecido a la Iglesia Congregacional. Su madre, "defensora de una vida mejor para las mujeres", era una sufragista activa y miembro de la Federación Liberal de Mujeres y del comité ejecutivo de la Unión Nacional de Sociedades de Sufragio Femenino. En la década de 1880, Martindale celebró sesiones de puertas abiertas para las mujeres de las tiendas de Brighton de forma regular  y creció en un entorno que apoyaba su futura carrera.
Después de la muerte de su padre, la familia se mudó a Cornualles, y de allí a Alemania y a Suiza, y finalmente regresó a Inglaterra para vivir en Lewes, Sussex Oriental. En 1885, la familia se mudó nuevamente, esta vez a Brighton para que Louisa y su hermana Hilda pudieran asistir al liceo de Brighton. Desde temprana edad Louisa decidió que se convertiría en médico, y a los 17 años fue enviada al Royal Holloway de la Universidad de Londres en Egham y obtuvo su matrícula en Londres en 1892. Luego ingresó en la Escuela de Medicina para Mujeres de Londres en 1893, obteniendo su titulación en 1899. En 1900 se fue al norte hacia Kingston upon Hull como asistente de la doctora Mary Murdoch, lo que fue el comienzo de su vida profesional. Murdoch y Martindale trabajaron en estrecha colaboración ya que eran socias en su negocio. En 1902 se fueron de vacaciones en bicicleta juntas visitando Viena, Berlín y Suiza. Su empresa estuvo en marcha hasta 1906.

## Vida profesional
Tras cinco años en Hull, en 1906 Martindale obtuvo su Doctorado en Medicina y regresó a Brighton. Comenzó su práctica general personal y muy pronto se le pidió que se uniera al Dispensario de Lewes Road para mujeres y niños (que en 1911 se convertiría en el Hospital Lady Chichester, Brighton Branch) como oficial médica visitante. En 1920 jugó un papel decisivo en la creación del New Sussex Hospital for Women en Windlesham Road, Brighton, y ocupó el cargo de cirujana y médica sénior allí hasta 1937. Dejó Brighton y Hove en 1922 y se mudó a Londres para comenzar una práctica de consultora quirúrgica, a la vez que continuaba operando a tiempo parcial en el New Sussex Hospital.[cita requerida] Después de mudarse a Londres como cirujana consultora, Martindale pronto se dio a conocer como cirujana honoraria en el Hospital Marie Curie. En 1931, Martindale fue elegida presidenta de la Federación de Mujeres Médicas. Fue nombrada Comendadora de la Orden del Imperio británico ese mismo año. Dos años más tarde, fue elegida miembro del Real Colegio de Obstetras y Ginecólogos. En 1937, Martindale fue nombrada miembro del Consejo del Real Colegio de Obstetras y Ginecólogos como la primera mujer miembro de la historia.
Los intereses médicos de Martindale eran a veces controvertidos, especialmente sus estudios sobre las enfermedades venéreas y la prostitución. Su libro Under the Surface (1909), en el que hablaba abiertamente sobre estos mismos temas, aparentemente causó revuelo en la Cámara de los Comunes. También sentó las bases para la investigación en el tratamiento del cáncer de útero y el crecimiento de fibromas en mujeres mediante la terapia intensiva de rayos X.
Consiguió una larga y distinguida vida y carrera en medicina, realizando más de 7000 operaciones. Su trabajo le valió el respeto y el reconocimiento tanto de sus colegas como de sus pacientes: fue nombrada miembro del Real Colegio de Obstetristas en 1933 y miembro de la Real Sociedad de Medicina. Con el tiempo, se convirtió en especialista en el tratamiento temprano del cáncer de cuello uterino mediante rayos X y más tarde dio numerosas conferencias en todo el Reino Unido, Estados Unidos y Alemania.[cita requerida]

## Vida personal
Miembro activo de la Brighton Women's Franchise Society, también fue Magistrada durante muchos años en el tribunal de Brighton, se convirtió en Presidenta de la Federación de Mujeres Médicas en 1931, fue Comisionada de Prisiones y miembro del Consejo Nacional de Mujeres. Trabajó en los hospitales de mujeres escoceses en Royaumont Abbey, en Francia durante la Primera Guerra Mundial y como cirujana en Londres durante la Segunda Guerra Mundial. Martindale nunca se casó y vivió durante más de tres décadas con otra mujer, Ismay FitzGerald (c. 1875-1946), hija del barón FitzGerald de Kilmarnock. Algunos académicos no están de acuerdo con identificar a Martindale como lesbiana. Geoffrey Walford, por ejemplo, no indica si el "estilo de vida centrado en la mujer" de Martindale implicaba específicamente una relación lésbica. Otros son más explícitos y proponen sin vacilar el lesbianismo de Martindale, refiriéndose, por ejemplo, a su autobiografía de 1951 A Woman Surgeon, en la que escribe con bastante franqueza y ternura (aunque sin dar detalles explícitos) sobre su amor por FitzGerald.

## Muerte
Martindale se jubiló de la práctica en 1947. Murió en su casa de Londres el 5 de febrero de 1966, a los 93 años.

## Obra de Louisa Martindale
- Under the Surface. Brighton: Southern Publishing Company, 1909.
- The Treatment of Thirty-Seven Cases of Uterine Fibromyomata by Intensive X-Ray Therapy. 1920.
- The Women Doctor and Her Future.. Londres: Mills and Boon, 1922. Disponible en línea en Internet Archives.
- Menorrhagia Treated by Intensive X-Ray Therapy. 1923.
- Treatment of Cancer of the Breast. 1945.
- The Artificial Menopause.  1945.
- The Prevention of Venereal Disease. Londres: Research Books, 1945.
- Venereal Disease, Its Influence on the Health of the Nation, Its Cure and Prevention. 1948.
- A Woman Surgeon.  Londres: Gollancz, 1951.